# Los favoritos del emperador Honorio
Los favoritos del emperador Honorio es una pintura del inglés John William Waterhouse completada en 1883. La pintura representa al emperador romano de Occidente Honorio alimentando aves que están en una alfombra, frente a él. 
Los colores oscuros de la alfombra y su ropa definen un espacio. Separados de él y los pájaros, los consejeros, vestidos con tonos claros, reclaman su atención. También aparece un asistente del emperador.
Los Favoritos del Emperador Honorio forma parte de la colección de la Galería de Arte del Sur de Australia (Art Gallery of South Australia) en Adelaida, que también es propietaria de Circe Invidiosa de 1892, también de Waterhouse.
Honorio fue nombrado emperador de Occidente a la edad de 10 años, tras la muerte de su padre Teodosio I. Durante su reinado, de 393 a 423, el territorio de la Antigua Roma fue invadido por tribus extranjeras, y la capital, saqueada por los visigodos. Honorio está considerado uno de los más débiles emperadores romanos y uno de los factores de la desaparición del Imperio. Waterhouse le muestra aquí con su afición favorita desde niño, en lugar de ocuparse prontamente de los asuntos de estado.

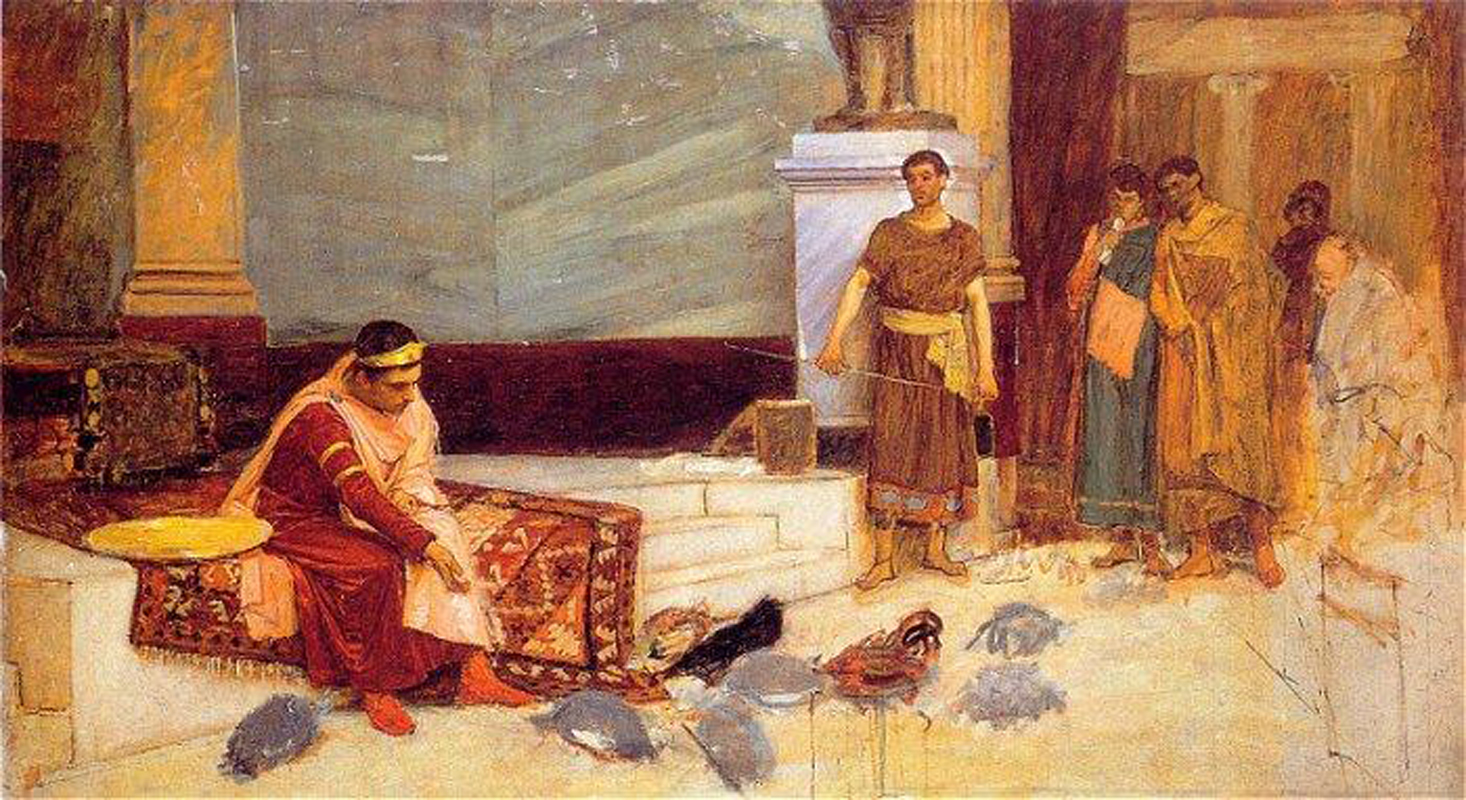
Estudio para Los favoritos del emperador Honorio, 1883.